# 獻馘碑
獻馘碑，是位於宜蘭市中山公園內東南側，日治時期當地政府埋葬無主孤魂的納骨塔，目的是為了紀念開闢宜蘭地區初期遭原住民所殺害的漢人。為宜蘭縣境內體積最大、高度最高、設計最複雜、施工最精緻、規模較大且保存完整之紀念碑，2004年3月12日公告為縣定古蹟。

## 背景
「馘」（音同「國」），指的是首級。原本宜蘭山上的原住民泰雅族，曾有「獵頭」的習俗。自吳沙入墾宜蘭地區後，由於漢人不斷的擴張土地，常與漢人發生衝突，尤其以南澳一帶的泰雅族人最強悍勇猛，使羅大春所闢的蘇花古道幾乎荒廢。當時治台的清朝官員撫剿並行，曾多次派兵圍剿，但卻都失敗。
及至日治時代，日本勢力進入山地，明治三十六年（1903年），設立宜蘭隘勇線，以監控南澳的泰雅族人。明治三十九年（1906年）日本總督佐久間左馬太上任，於明治四十年（1908年）領軍攻打太魯閣山區，並透過隘勇線封鎖鹽等民生物資。南澳與溪頭兩社被迫於明治四十一年（1909年）投降，自深山的祖居地遷移至靠近平地的地方，形成新部落。頭目獻出武器和獵獲的頭骨，且矢言革除出草獵首的傳統。
當時宜蘭仕紳為了紀念不再受泰雅族人獵頭的威脅，於是由波江野吉太郎發起募款，共募得4,410圓。於明治四十二年（1909年）立碑。原欲立碑於員山堡金六結庄（今宜蘭高中），但因地基不穩而改立於宜蘭神社公園（即今址），工期五個月（一月至五月）。塔下埋有泰雅族所獻出的武器和所馘獵的頭骨。

## 建築特色
獻馘碑高29尺6寸（約9.86公尺），以大南澳所產的大理石為建材。
外觀由下而上分為台基、底座、碑身、碑頂等四個部分，台基長寬約26尺（約8.66公尺），將底座墊高，強化其線條與收腰的處理，構成有層次的幾何效果。底座的四角向上突出。碑體下方石頭刻有設立此碑的緣由，是由清廩生林拱辰所撰。
塔身為圓柱體，底座向上接連著圓柱，柱頭覆以圓蓋，在順勢向上收窄到頂端的圓球，並刻有「獻馘碑」三個大篆字體的碑名。

## 碑文內容

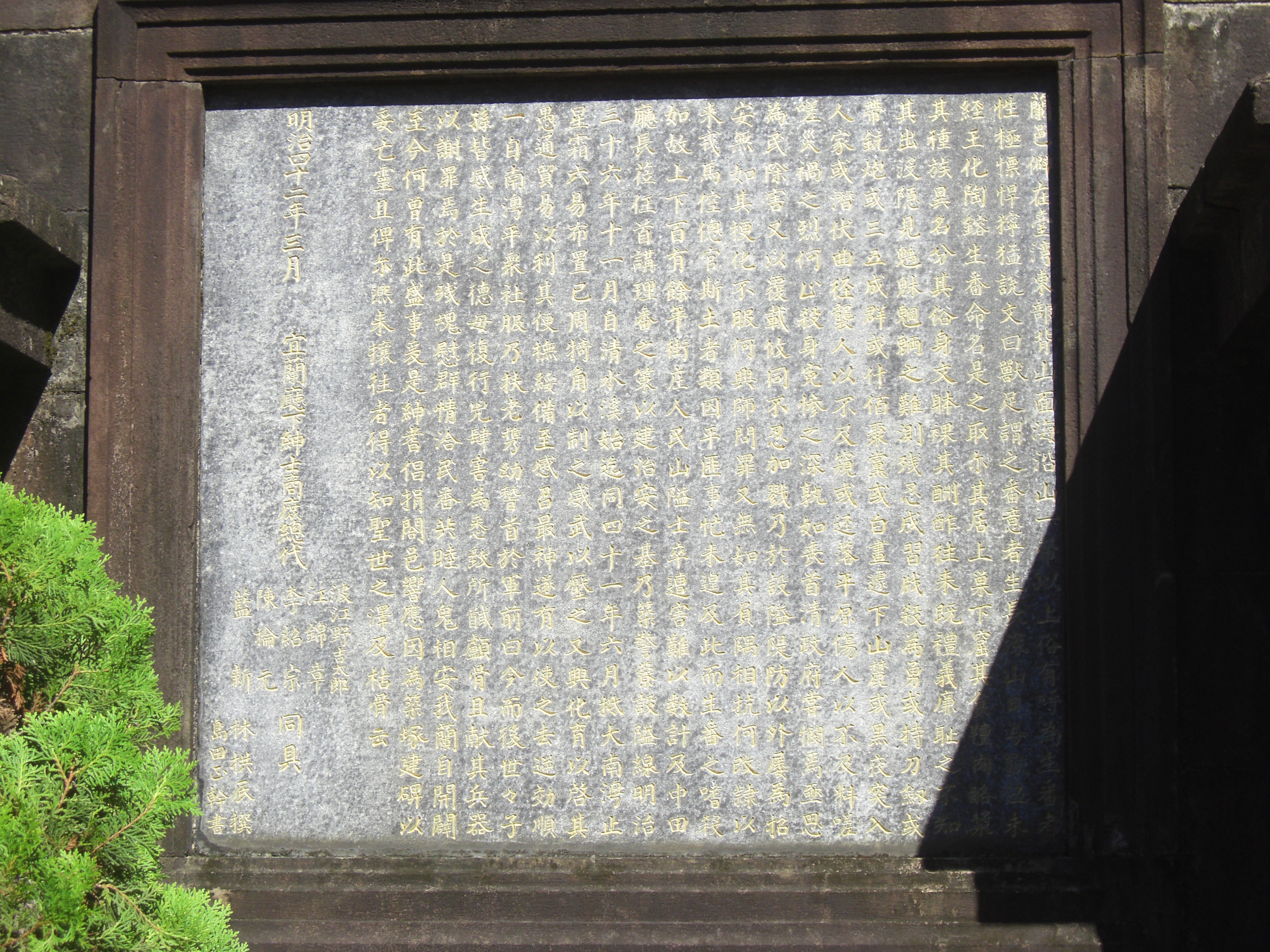
獻馘碑碑文

|  | 蘭邑僻在臺灣東部，北山面海，沿山一帶以上，俗有呼為「生番」者，性極慓悍猙猛， 說文曰「獸足」，謂之「番」，意者生長深山，日與獸伍，未經王化陶鎔，生番命名 是之取稱。其居上巢下窟，其食羶肉酪漿，其種族異名分，其俗身文體裸，其酬酢往來， 既禮義廉恥之不知，其出沒隱見魑魅魍魎之難測，殘忍成習，戕殺為勇，或持刀刃，或帶銃 炮，或三五成群，或仟佰聚黨，或白晝遽下山麓，或黑夜突入家，或潛伏曲襲人以不及窺， 或逕落平原傷人，以不及料，嗟嗟！災禍之烈，何止殺身；冤慘之深，孰如喪首！ 清政府嘗憫焉，亟思為民除害，又以覆載攸同，不忍右戮，乃於設隘提防以外，屢為招安，為民除 害，無如其梗化不服何；興師問罪，又無如何其負隅相抗何。改隸以來，戎馬倥傯，官斯 土者，類因平匪事，忙未遑及此而生番之嗜殺如故，上下百有餘年，街庄人民山隘士卒遭害難以數計。 及中田廳長蒞任，首講理番之策，以建治安之基，及築警寮設隘線，明治三十六年十一月自清 水溪始，迄同四十一年六月抵大南澳止，星霜六易。布置已周，犄角以制，威武以壓之，又興化 育以啟其愚，通貿易以利其便，撫綏備至，感召最神，遂有以使之去逆效順，一自南澳平眾社服 乃扶老攜幼，稽首於軍前曰：「今而後世世子孫皆感生成之德，毋復行兇肆害，為悉致所馘顱骨 且獻其兵器以謝罪焉。」於是殘魂慰，群情洽，民番共睦，人鬼相安。我蘭自開闢至今，何曾有 此盛事！爰是紳耆倡捐，閤邑響應，因為築塚建碑以安亡魂，且俾爾熙來攘往者得以知聖世之澤及枯骨。 明治四十二年三月 宜蘭廳下紳士商庶總代 波江野吉太郎、江錦章、李紹宗、陳掄元 同具 藍新 林拱辰 撰 島田正幹 書 |